# Clitoria cavalcantei
Clitoria cavalcantei är en ärtväxtart som beskrevs av Paul R. Fantz. Clitoria cavalcantei ingår i släktet Clitoria, och familjen ärtväxter. Inga underarter finns listade i Catalogue of Life.